# عصب سه‌قلو

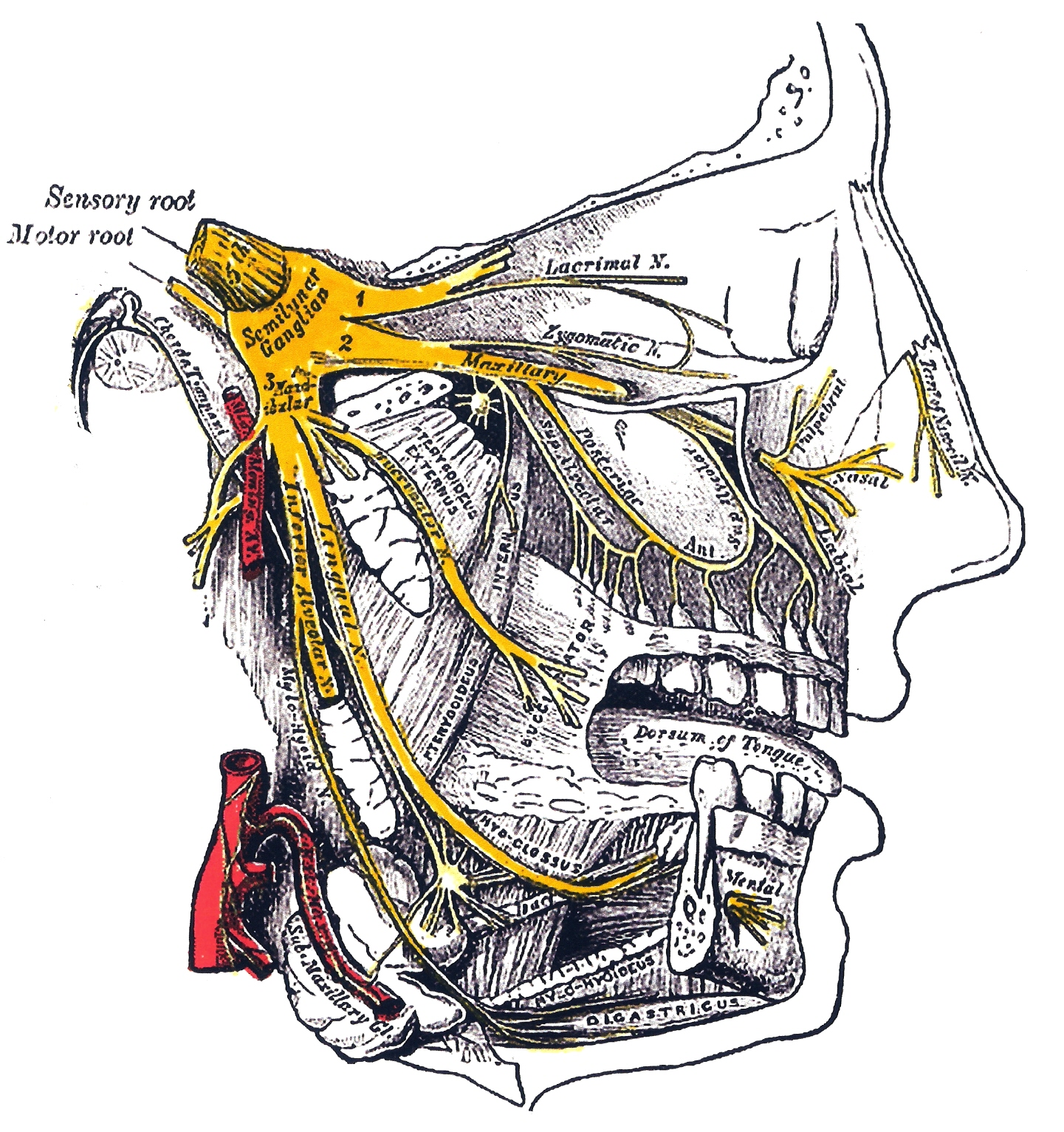
عصب سه‌قلو، با زرد نمایش داده شده

عصب سه‌قُلو (عصب پنجم جمجمه‌ای، عصب سه‌شاخه یا V) (به انگلیسی: Trigeminal nerve) یک عصب مغزی با ریشه‌های حسی و حرکتی است که زوج پنجم مغزی را تشکیل می‌دهد. این عصب دارای چهار هسته بوده که در اعمال حسی یا حرکتی شرکت می‌کنند. ماهیچه‌های مربوط به جویدن از طریق زوج پنجم عصب دهی می‌گردند. عصب سه شاخه، حس پوست صورت و دندان‌ها را ایجاد می‌کند.
اطلاعات حسی رسیده از صورت و بدن توسط گذرگاه‌های موازی در دستگاه عصبی مرکزی پردازش می‌شود. عصب سه‌قلو به‌عنوان یک ریشه عصبی حرکتی و حسی از رویه جانبی پل مغزی بیرون می‌آید، سپس غده‌مانند می‌شود و به‌صورت گره درمی‌آید، این گره عصبی را عقده (گانگلیون) سه‌قلو می‌نامند.
از این گره سه شاخه عصبی به‌نام‌های عصب چشمی (افتالمیک)، عصب آرواره‌ای پایینی (ماندیبولار)، عصب آرواره‌ای بالایی (ماگزیلار) خارج می‌شود و به صورت، دندان‌ها، دهان، حفره بینی، ماهیچه‌های جوشی عصب می‌دهد.

## هسته‌های عصب سه‌قلو
عصب پنجم مغزی دارای یک هسته حرکتی جهت تغذیه عصبی عضلات و سه هسته حسی در ناحیه ساقه مغز است که شامل:
- هسته حرکتی عصب پنجم.[۲] این هسته در ناحیه پل مغزی قرار دارد. بسیاری از عضلاتی که در «عمل جویدن» نقش دارند، عصب رسانی آن‌ها از طریق زوج پنجم مغزی صورت می‌گیرد. عضلات مسئول جویدن، حرکات مفصل فکی گیجگاهی[۳](TMJ) را کنترل می‌کنند.
- هسته مزانسفالیک عصب پنجم.[۴] این هسته در مغز میانی و قسمت فوقانی پل مغزی قرار دارد، که بیشتر فیبرهای حسی مربوط به دوک عضلانی را دریافت می‌کنند. عضلات جویدن حاوی دوک‌های عضلانی زیادی هستند.
- هسته حسی اصلی عصب پنجم.[۵] هسته‌ای است که در پل مغز قرار داشته، حاوی اطلاعات حسی صورت در ارتباط با لمس دقیق و لمس ملایم است.
- هسته نخاعی عصب پنجم.[۶] این هسته از پیاز نخاع تا سگمان C2 نخاع گسترده شده و به سه بخش قابل تقسم است:
  - بخش دهانی(Pars oralis). در ارتباط با اطلاعات لامسه از ناحیه دهان است..
  - بخش میانی(Pars interpolaris). حاوی اطلاعات مربوط به درد از دندانها است.
  - بخش تحتانی(Pars caudalis). این قسمت، حاوی اطلاعات حرارت، لامسه و درد از نواحی صورت، بینی، دهان و قرنیه‌است. همچنین این ناحیه فیبرهای آورانی از پوست گردن، گوش میانی، حلق و مری نیز دریافت می‌کند.

به‌طور کلی، هسته‌های مزانسفالیک، حسی اصلی و نخاعی عصب پنجم، در اعمال حسی مشارکت می‌کنند.

## عصب دهی حسی
عصب دهی حسی قسمت پیشین صورت، از طریق سه شاخه عصب پنجم صورت می‌گیرد:
- شاخه چشمی(Ophthalmic)که حسی است. شاخه چشمی زوج پنجم به نواحی کره چشم، دستگاه اشکی و بینی می‌رود. شاخه‌های پایانی جلدی عصب چشمی، پوست سر، پیشانی و پلک فوقانی و قسمت پشتی بینی را عصب دهی می‌کند.
- شاخه آرواره‌ای یا فکی فوقانی(Maxillary)اساساً حسی است. شاخه فکی فوقانی زوج پنجم، دندان‌های فک فوقانی، کام و مخاط بینی را عصب رسانی می‌کند. شاخه‌های پایانی جلدی این عصب به پوست فک فوقانی و لب بالایی می‌رود.
- شاخه آرواره‌ای یا فکی تحتانی(Mandibular)که مختلط (حسی-حرکتی) است. شاخه فکی تحتانی زوج پنجم، عصب رسانی حسی دندان‌های فک تحتانی، مفصل گیجگاهی-فکی(TMJ)، مخاط دهان و دو سوم پیشین زبان را ایجاد می‌کند. شاخه‌های پایانی جلدی آن به فک تحتانی و لب پایینی می‌رود. شاخه فکی تحتانی حرکتی نیز بوده که بیشتر عضلات جویدن را عصب دهی می‌کند.

## عصب دهی حرکتی
بسیاری از عضلاتی که در عمل جویدن نقش دارند، از طریق ریشه حرکتی که وارد شاخه آرواره‌ای یا فکی تحتانی (شاخه ماندیبولر) عصب سه قلو (زوج پنجم) می‌گردند، عصب رسانی می‌شوند. عضلات مهمی که توسط شاخه فکی تحتانی عصب دهی می‌شوند و در عمل جویدن نقش دارند عبارتند از:
- ماهیچه گیجگاهی
- عضله ماستر
- عضله پتریگوئید داخلی
- عضله پتریگوئید خارجی

ماهیچه‌های گیجگاهی، ماستر و پتریگوئید داخلی بیشتر به عنوان بالا برنده فک (بستن دهان) عمل می‌کنند و عضله پتریگوئید خارجی باعث پایین آوردن فک (بازکردن دهان) می‌گردد. عضلات دیگری که توسط عصب سه قلو، عصب رسانی می‌شوند شامل:
- بطن جلویی عضله دی گاستریک[۸]
- عضله میلوهیوئید

دو عضله بالا در قسمت فوقانی استخوان هیویید قرار داشته که در بازکردن دهان نقش دارند. این دو همچنین استخوان کوچک هیویید و کف دهان را طی عمل بلع بالا می‌برند.
- تنسورپالاتی جهت حرکات کام نرم
- تنسورتیمپانی جهت حرکات پرده صماخ